# Holiday in the Wild
Holiday in the Wild és una pel·lícula de comèdia romàntica dels Estats Units del 2019 dirigida per Ernie Barbarash a partir del guió de Neal Dobrofsky i Tippi Dobrofsky. És protagonitzada per Rob Lowe i Kristin Davis.

## Sinopsi
La Kate, que s'acaba de separar d'en Drew, se'n va de lluna de mel tota sola, a Zàmbia. Allà es troba amb en Derek, Jonathan i Manou, un jove elefant a qui ajuda a salvar la vida...

## Repartiment
- Rob Lowe com a Derek
- Kristin Davis com aKate
- Fezile Mpela com a Jonathan
- John Owen Lowe com a Luke
- Colin Moss com a Drew
- Haley Owen com a Leslie
- Faniswa Yisa com a Aliyah
- Thandi Puren com a Trish
- Renate Stuurman com a Tabitha
- Keeno Lee Hector com a Doorman